# Libertarianismus
Libertarianismus (česky také libertariánství) je skupina politických ideologií, které vnímají osobní svobodu a autonomii jako svou ústřední hodnotu. Libertariánské směry sdílí skepsi k autoritám a státní moci, liší se ovšem ve svých názorech na adekvátní ekonomický systém. Pro klasifikaci různých libertariánských směrů ve vztahu k vlastnictví a kapitálu je proto používáno levo-pravé nebo socialisticko-kapitalistické rozlišování.
Pojem libertarianismus byl v Anglii uprostřed 19. století vykládán jako filosofické chápání osobní svobody. Koncem 19. století se vykrystalizoval libertarianismus jako antiautoritářský, antistátní levicový směr vycházející z anarchistického výkladu socialismu. Takzvaný sociální anarchismus sdružoval libertariánské marxisty respektive komunisty a libertariánské socialisty. Ti usilovali resp. usilují o překonání kapitalismu a soukromého vlastnictví výrobních prostředků, které shledávají jako překážku k dosažení svobody, ve prospěch společného vlastnictví a samosprávy pracujících. Anarchista Daniel Guérin se označoval jako „libertariánský socialista“ částečně proto, aby se zbavil negativní konotace anarchismu, a také proto, aby zdůraznil vazbu libertarianismu na socialistickou tradici. Také marxisté z řad nové levice jako Edward Palmer Thompson se označovali jako libertariáni, aby se tak odlišili od autoritářského, státního socialismu prosazovaného marxisty-leninisty.
V polovině 20. století byl některými autory pojem libertarianismus rozšířen o některé pravicové směry jako anarchokapitalismus nebo minarchismus, které na rozdíl od levicového libertarianismu prosazují tzv. laissez-faire kapitalismus a silný tlak na privatizaci a soukromé vlastnictví půdy, infrastruktury, výrobních prostředků a přírodních zdrojů. Právě tyto pravicové směry se staly dominantní formou libertarianismu zejména ve Spojených státech, kde je jako pojem používán příznivci volného trhu, přirozeného práva a redukce sociálního státu.

## Dělení

### Levicový libertarianismus
Mezi levicově libertariánské (též libertariánsky socialistické) se řadí různé směry anarchismu jako jsou anarchokolektivismus, anarchokomunismus, mutualismus, libertariánský marxismus a syndikalismus. Asi nejznámějším představitelem libertariánské levice je lingvista a politický aktivista Noam Chomsky.

### Pravicový libertarianismus
Mezi pravicově libertariánské (též libertariánsky kapitalistické) se řadí pokračovatelé klasického liberalismu (označující se zkrátka jako libertariáni či klasičtí liberálové, ekonomičtí liberálové nebo neoliberálové), minarchisté a anarchokapitalisté. Liší se v konkrétních přístupech k problematice státu a vlastnictví. Některé přístupy lze vzájemně kombinovat.

#### Libertariáni (klasický liberalismus)
Ve 20. století se někteří liberální teoretičtí ekonomové a političtí filosofové přihlásili k původnímu odkazu klasického liberalismu, který byl, co do významu pojmu, v terminologickém vývoji nahrazen obsahem sociálního liberalismu. Mezi tyto autory patřili Milton Friedman, Ludwig von Mises a Friedrich August von Hayek. Ti své teorie založili na ekonomické i společenské prospěšnosti klasického liberalismu zastávajícího volné tržní hospodářství, slabý stát a politickou svobodu. Prakticky se pro jimi prosazované směry vžilo označení klasický liberalismus, ekonomický liberalismus, neoliberalismus nebo někdy jen libertarianismus. V České republice je klasický liberalismus nebo (pravicový) libertarianismus zastoupen například stranou Voluntia nebo studentskou organizací Students for Liberty CZ.

#### Anarchokapitalisté
Anarchokapitalisté odmítají jakýkoli stát, protože zastávají názor, že stát má tendenci neustále narůstat a svůj vliv na ekonomiku neustále rozšiřovat. Stát je totiž monopolem, který má výhradní právo na jurisdikci, obranu a zdanění. Stát bude podle anarchokapitalistů mít vždy tendenci růst a zvětšovat daňové zatížení při současném snížení kvality služeb. Proto podle nich nikdy nemůže zajistit efektivní hospodaření tak jako trh. Mezi hlavní představitele patří Murray Rothbard, v Česku to může být třeba Martin Urza.

#### Minarchisté
Minarchisté zastávají přesvědčení, že jediným úkolem vlády (státu) je chránit jednotlivce proti nátlaku a násilí. Stát má mít pouze tři instituce, a to policii, armádu a soudy. Oproti anarchistům tak neruší stát zcela, ale vytyčují mu minimální roli jakéhosi hlídače občany stanovených pravidel. Mezi autory zastávající toto pojetí patří Ayn Randová, Robert Nozick nebo George Reisman.